# ベーシックエコノミー

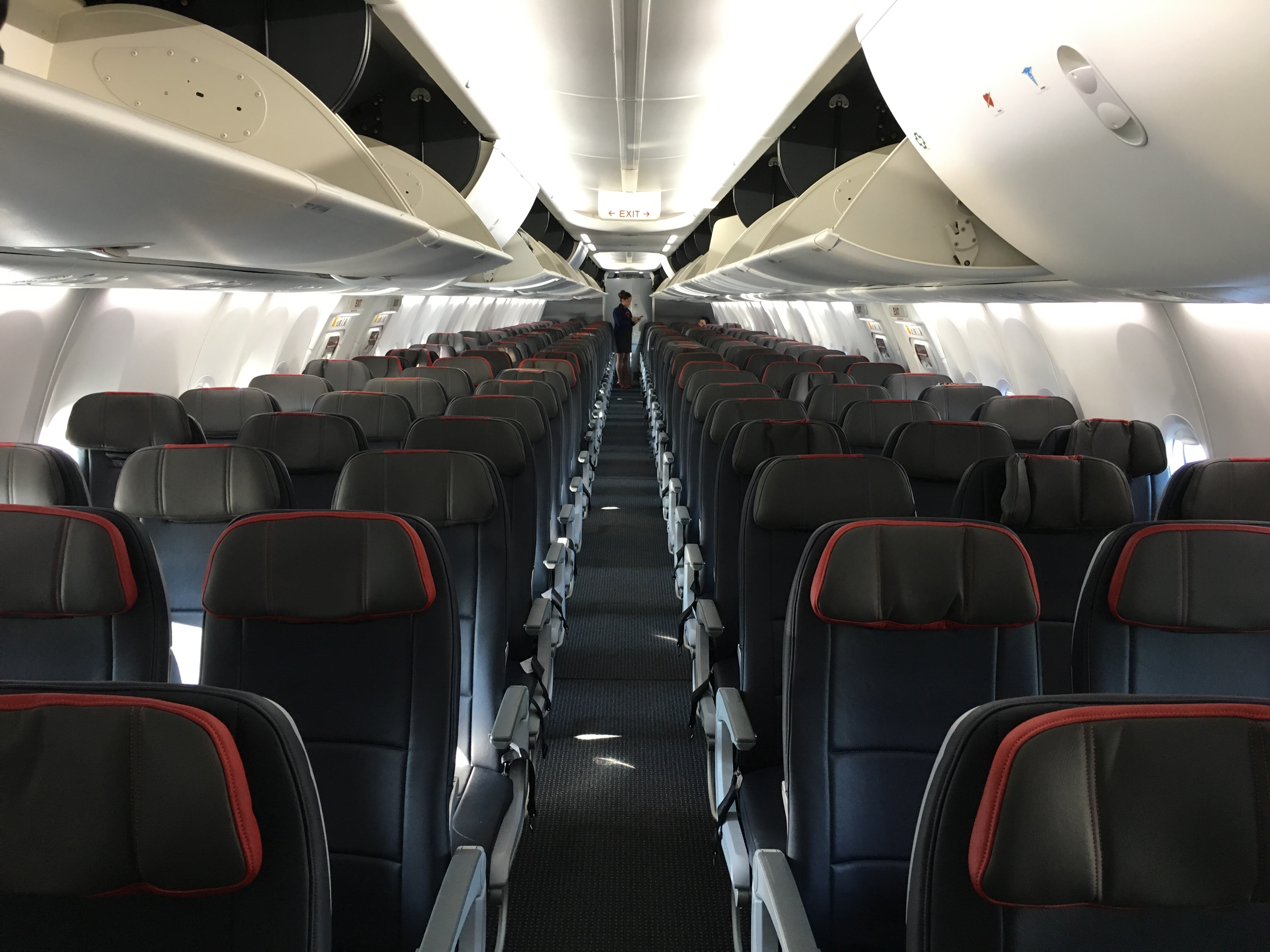
アメリカン航空ボーイング737MAXのエコノミークラス・ベーシックエコノミー機内

ベーシックエコノミー (basic economy) は、旅客機の座席等級の一つ。ファーストクラスの対極にあり、サービス水準はエコノミークラスよりさらに下で、座席等級のうち最下位に当たる。アメリカ合衆国の大手航空会社が、格安航空会社 (LCC) に対抗して売り出したのが嚆矢。
座席そのものはエコノミークラスと同じだが、旅程の変更や取り消しができない、座席指定は別途費用がかかる、搭乗・降機とも最後になる、などサービス面での制約が多い。

## 航空会社ごとの採用状況

### アメリカ合衆国
2018年11月現在、大手航空会社のうち、サウスウエスト航空以外はベーシックエコノミーを採用している。

#### デルタ航空

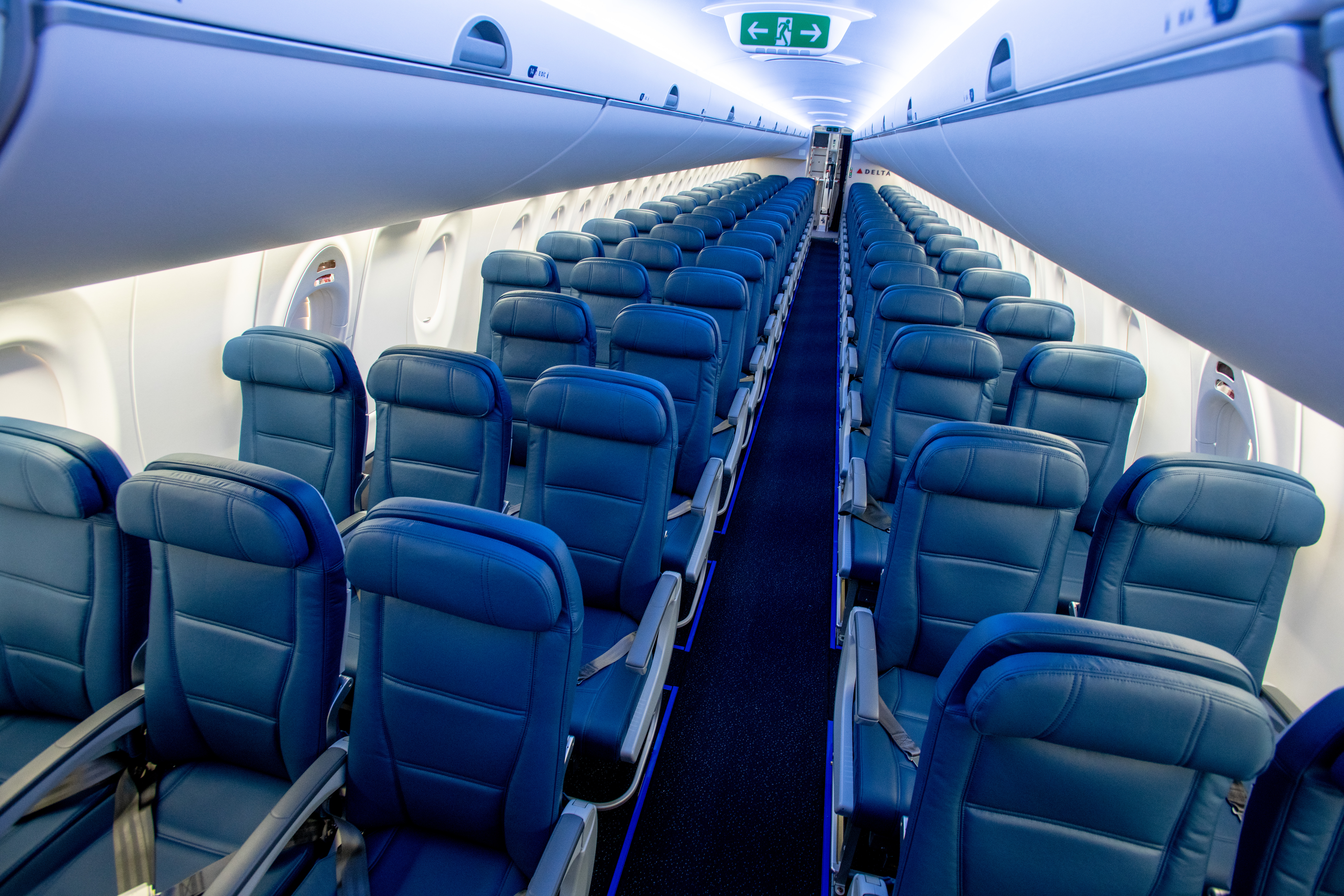
デルタ航空のエアバスA220エコノミークラス・ベーシックエコノミー機内

初めに導入したのはデルタ航空で、2012年より一部の路線で試験的に展開した。2016年の第一四半期に2000万ドルの増収があった。これを受けて、運用路線の拡大を検討し、2018年4月より大西洋横断路線にも導入した。
2019年4月現在、手回り品の機内持ち込みは無料だが、航空券の変更、払い戻し、上位クラスへの変更なども、マイレージ会員のステータスにかかわらず不可。座席指定はできず、座席は搭乗手続き時に任意に割り当てられる。受託手荷物については、国内線の場合は1個目が25ドル。国際線の場合、ベーシックエコノミーでも受託手荷物を無料とする航空会社が多い中、デルタでは60ドル徴収する。
2017年10月のある幹部の話によると、デルタとしてはベーシックエコノミーを取り立てて推しているわけではない。実際の導入目的は、LCCに既存客が逸走してしまうのを防ぐのと、潜在的な顧客をひとまず低価格で惹きつけ、漸次、座席指定料金などの追加料金で単価を上げていくことに狙いがある。

#### ユナイテッド航空
ユナイテッド航空は、2016年11月にベーシックエコノミー導入計画を発表し、2017年初頭に導入に踏み切った。ユナイテッドの場合、機内収納スペースは使えず、マイルを貯めることもできない。
Skiftのグラント・マーティンによると、ユナイテッド、アメリカン、デルタの大手3社中でユナイテッドが最も広範かつ積極的にベーシックエコノミーを展開している。2017年11月には、競合他社がユナイテッドのベーシックエコノミーに価格をすり合わせた上で、通常のエコノミークラスを売り出してきたため、ユナイテッドでは減収となった。これを受け、ユナイテッドはベーシックエコノミーの縮小を計画したが、翌2018年1月には一転してベーシックエコノミーの拡大を表明し、同年6月に北大西洋線にベーシックエコノミーを導入した。
上述の通り、機内収納スペースは利用できず、前の座席の下に収まる大きさの手回り品のみ持ち込める。ただし、北大西洋線はこの限りではない。発券後の取り消しや変更は不可。機内収納スペースを利用する場合は25ドル必要だが、マイレージ・プラス上級会員の場合は無料で利用できる。獲得できるマイル数は通常の半分。出発の48時間前までに座席指定をする場合は有料。2018年10月、ユナイテッド幹部のアンドリュー・ノチェラは、当面機内持ち込み手荷物の制限を緩和する考えはないとの談話を発表した。

#### アメリカン航空
アメリカン航空では、デルタやユナイテッドより遅れて2017年2月に10路線で試験的にベーシックエコノミーを導入した。開始当初は機内収納スペースは利用できなかった。上級マイレージ会員の場合はこの限りでなく、受託手荷物は無料であった。北大西洋線への展開は2018年4月で、手荷物は持ち込み可能、追加料金で座席の指定もできた。収入が伸び悩んでいたことから、2018年9月以降、国内線でも手荷物持ち込みができるよう約款を改めた。
上述の通り、機内持ち込み手荷物は無料で、出発前48時間前まで追加料金で座席指定が可能。加算されるマイルは通常の半分。上位クラスへの変更および航空券の変更は不可。国際線では、座席の選択と旅程の変更は追加料金で可能。

#### アラスカ航空
アラスカ航空は、2018年4月に「Saver Fares」と銘打ってベーシックエコノミーの導入を発表し、翌1月よりサービスを開始した。2019年4月現在、手荷物の機内持ち込み、座席指定は無料だが、指定できる座席は機体後方に限られる。発券から24時間後以降の変更および取り消しは不可。

#### ジェットブルー航空
2018年10月、ジェットブルー航空の社長ジョアンナ・ジェラーティは、2019年末を目途に他社との競合路線でベーシックエコノミーを導入する考えがあると表明した。2019年11月に「Blue Basic」の名称でサービスを開始。搭乗は最後で、座席指定はチェックイン時、取り消しや変更は不可、加算されるマイルも他クラスより少ない。当初は手荷物の機内持ち込みが可能だったが、2021年7月より不可となった。

#### ハワイアン航空
ハワイアン航空は2018年12月、ベーシックエコノミーを導入する計画を発表した。2019年10月より「Main Cabin Basic」の名称で、一部の便でサービスを開始。機内食は無料で、手荷物1個と手回り品の機内持ち込みが可能だが、事前の座席指定や便の変更は不可。また搭乗は最後となる。

### ヨーロッパ
ヨーロッパの航空会社によるヨーロッパ内運航便では、機内持ち込み手荷物のみの運賃が一般的である。『デイリー・テレグラフ』紙のヒュー・モーリスは、このような運賃がヨーロッパの航空会社で導入されたのは、ベーシックエコノミーを導入したアメリカの航空会社に追随したものであると評している。
ヨーロッパのフルサービス航空会社で、大西洋横断路線にベーシックエコノミーまたは機内持ち込み手荷物のみの運賃を導入しているのは以下の通り。
- インターナショナル・エアラインズ・グループ：ブリティッシュ・エアウェイズ、フィンエアー、イベリア航空、エアリンガス
- ヴァージン・アトランティック航空
- エールフランス‐KLMグループ：エールフランス・KLMオランダ航空
- アリタリア-イタリア航空
- ルフトハンザグループ：ルフトハンザドイツ航空、オーストリア航空、ブリュッセル航空、スイス インターナショナル エアラインズ[31]

これらの運賃には通常、受託手荷物の料金は含まれておらず、また事前の座席指定や予約後の旅程変更は不可であるが、手荷物の機内持ち込みは可能で、機内エンターテインメントや機内食は無料である。大西洋横断路線にこういった運賃を導入するのは、市場細分化の意図に加え、ノルウェー・エアシャトルやWOWエアといった長距離LCCとの競争を効率的に行う方策のひとつであると見られている。

#### イギリス
2016年、ブリティッシュ・エアウェイズはヨーロッパ内の便でベーシックエコノミー運賃を導入した。これには受託手荷物は含まれないが、機内持ち込み手荷物は2個まで可。2017年12月に搭乗グループの規定が導入され、ベーシックエコノミーの乗客は最後に搭乗するグループとなった。2018年4月には、大西洋横断路線を含む長距離路線にもベーシックエコノミーが拡大された。これらの路線では、機内食が無料、機内持ち込み手荷物は2個まで可、また追加料金で事前の座席指定が可能である。この運賃は、同社との共同運航便があるアメリカン航空、イベリア航空、フィンエアーにも導入された。
ヴァージン・アトランティック航空も2018年3月に機内持ち込み手荷物のみの運賃を導入し、それまでのエコノミークラス運賃体系を変更して3タイプの運賃とした。同社の機内持ち込み手荷物のみ運賃は「Economy Light」という名称で、受託手荷物と座席指定は含まれない。

### アジア
インドでは、LCCのスパイスジェットが2015年6月に機内持ち込み手荷物のみの運賃を導入した。この運賃は搭乗の30日前以前に購入しなければならない。7 kgまでの手荷物と1個の手回り品が機内持ち込み可能だが、受託手荷物は含まれない。同社の、より高額なエコノミークラス運賃には受託手荷物が含まれている。
アブダビのエティハド航空は、機内持ち込み手荷物のみの運賃を2017年末に試行し成功したことを受けて、2018年9月に一部路線に導入した。この運賃には7 kgまでの機内持ち込み手荷物が含まれるが、受託手荷物は含まれない。
上海を拠点とする中国東方航空も、2019年7月にベーシックエコノミー運賃を導入した。この運賃は払い戻し・変更・アップグレード・事前座席指定・オンラインチェックイン不可、手荷物の預け入れもできない。また搭乗は最後となる。

## 反響
必ずしもベーシックエコノミーそのものを売りたいわけではなく、低価格で顧客を惹きつけ、追加料金で単価を上げていくのが目的とみられている。
ブルームバーグのジャスティン・バッハマンは否定的見解を示しており、ベーシックエコノミーが導入された路線では、結果的に運賃が割高になると分析する。導入路線では、エコノミークラスの料金を嵩上げすることができ、それでもサービス水準を考慮すると、エコノミークラスがお手頃価格に見えてしまう（アンカリング）という。バッハマンは、ベーシックエコノミーは詐欺まがいの戦略だと酷評している。
米国運輸省は情報公開法に基づき、ベーシックエコノミーの本格運用が始まった2017年5月から9月にかけて寄せられた50ページに及ぶ苦情の数々を公表した。『コンデナスト・トラベラー』のバーバラ・ピーターソンによれば、手荷物に関する制限が周知されていなかったことや、そもそもオンラインでの航空券購入時にベーシックエコノミーであることが明示されておらず、エコノミークラスと誤認して購入したことに起因する苦情があった。
『コンシューマー・レポート』のウィリアム・J・マッギーは、やや肯定的にとらえている。エコノミークラスとベーシックエコノミーの間にはかなりの隔たりがあり、両者の違いをよく理解せずにベーシックエコノミーを購入すると、確かに諸々の追加料金込みでは結局エコノミークラスより割高になってしまうが、それでもLCCに比べて、大手の強みである豊富な路線展開、新しめの機材、定時性といった要素を勘案すると、一考の価値はあるのではないかと述べている。
本来ベーシックエコノミーは、LCCへの対抗策として打ち出されたものと見られてきたが、現実のところ単に単価を上げるための経営戦略に過ぎないのではないかと、航空ライターのセス・ミラーは『Runway Girl Network』誌上で語っている。実際、LCCと競合していない路線にまでベーシックエコノミーが導入されていることをミラーは挙げ、追加料金を支払うと結局エコノミークラスと同等のサービス水準になるにもかかわらず、総額ではベーシックエコノミー＋追加料金の方がエコノミークラスよりも割高になり、それが航空会社の収入増につながっていると見ている。